# Optică
Optica este o ramură a fizicii care studiază proprietățile și natura luminii, modul de producere a acesteia și legile propagării și interacțiunii luminii cu substanța. Cuvântul "optică" vine de la cuvântul grecesc optikos (relativ la vedere), înrudit cu optos (vizibil) și cu ops (ochi). Propagarea luminii se realizează prin dispozitive optice (lentile, oglinzi, etc.). Acestea prezintă un punct numit focar.
Principalele subdomenii ale opticii sunt optica geometrică și cea ondulatorie.

## Istoric
Lumina este agentul fizic care impresionează ochiul, și prin aceasta poate fi văzută.
Natura luminii și structura ei au constituit o preocupare a omului din cele mai vechi timpuri. Datorită mijloacelor aproape inexistente de cercetare a luminii, diversele ipoteze privind lumina au fost multă vreme speculative. Mai precise au fost legile propagării luminii, conform cărora, de exemplu, ea se propagă în linie dreaptă. Aceasta a făcut ca între anii 1626-1637 Rudolph Snellius și Descartes să enunțe legile refracției. Legile reflexiei erau cunoscute încă din antichitate, nu se știe când și de cine au fost descoperite și enunțate, dar se știe că Euclid și Aristotel le foloseau.
În cartea sa Kitab al-manazir (Cartea despre optică, cunoscută în latină sub titlul De Optica), savantul medieval arab Ali bin al-Haytham (în latină Alhazen, 965-1039) vorbește despre refracția luminii în aer și în apă, despre proprietîțile camerei obscure și ale lentilelor.
Dezvoltarea mijloacelor de cercetare și experimentare a dus la certitudinea că fenomenele luminoase sunt produse de câmpul electric alternativ al undelor electromagnetice, deci o rază de lumină este de fapt o undă electromagnetică.

## Generalități
Optica se grupează pe trei mari secțiuni importante:
1. Optica geometrică, în care legile propagării luminii și formarea imaginilor optice sunt studiate făcându-se abstracție de natura luminii. Fenomene specifice sunt reflexia luminii, refracția luminii.
2. Optica ondulatorie, în care fenomene ca difracția, interferența și polarizarea luminii sunt explicate prin considerentul că lumina este un fenomen de natură ondulatorie, mai concret o undă electromagnetică.
3. Optica fotonică, în care sunt studiate efectul fotoelectric și alte efecte care scot în evidență aspectul corpuscular, fotonic al undelor electromagnetice.

Fenome optice consacrate sunt: dispersia luminii, curcubeul (apare datorită fenomenelor de refracție, reflexia luminii și dispersia luminii), absorbția luminii, polarizarea luminii.